# Yansacyclops neotropicalis
Yansacyclops neotropicalis – gatunek widłonoga z rodziny Cyclopidae. Nazwa naukowa tego gatunku skorupiaków została opublikowana w 1984 roku na podstawie prac naukowych francuskiego zoologa-limnologa Bernarda Henriego Dussarta.